# Рогово (Торуньский повет)
Рогово — деревня в гмине Любич Торуньского повета Куявско-Поморского воеводства в центральной части севера Польши.